# Shōnan-Shinjuku-Linie
| Shōnan-Shinjuku-Linie                                                       | Shōnan-Shinjuku-Linie |
| --------------------------------------------------------------------------- | --------------------- |
| Züge der Baureihe E231 zwischen den Bahnhöfen Totsuka und Ofuna (Juni 2017) |                       |
|                                                                             |                       |
| Spurweite:                                                                  | 1067 mm (Kapspur)     |
| Stromsystem:                                                                | 1500 V ~              |
| Streckengeschwindigkeit:                                                    | 120 km/h              |
| Zweigleisigkeit:                                                            | ganze Strecke         |
|                                                                             |                       |
| Gesellschaft:                                                               | JR East               |

Die Shōnan-Shinjuku-Linie (jap. 湘南新宿ライン, Shōnan Shinjuku Rain von engl. Shōnan Shinjuku Line) ist eine Bahnlinie auf der japanischen Insel Honshū, die von der Bahngesellschaft JR East betrieben wird. Sie verbindet die Präfekturen Saitama, Tokio und Kanagawa in der Metropolregion Tokio miteinander. Obwohl sie über keine eigenen Gleise verfügt, wird sie als eigenständige Linie betrachtet. Sie setzt sich aus Abschnitten folgender Bahnstrecken zusammen: Takasaki-Linie, Tōhoku-Hauptlinie, Yamanote-Linie, Saikyō-Linie, Hinkaku-Linie, Tōkaidō-Güterlinie, Tōkaidō-Hauptlinie und Yokosuka-Linie.

## Streckenbeschreibung
Zwischen Ōmiya und Tabata fahren die Züge auf den Gütergleisen der Tōhoku-Hauptlinie (allgemein als Tōhoku-Güterlinie bekannt). Der Bahnhof Saitama-Shintoshin, an dem die Züge der Utsunomiya- und der Takasaki-Linie halten, wird nicht angefahren, da es dort keinen Bahnsteig an der Güterlinie gibt. Kurz vor dem Bahnhof Tabata wird der Nakazato-Tunnel befahren, der einen großen Bogen macht und die Verbindung zu den Gütergleisen der Yamanote-Linie herstellt. Die Bahnhöfe Komagome, Sugamo und Ōtsuka werden ohne Haltemöglichkeit passiert. Auf dem Streckenabschnitt von Ikebukuro über Shinjuku und Shibuya nach Ōsaki teilt sich die Shōnan-Shinjuku-Linie die Gleise mit der Saikyō-Linie, die parallel zu jenen der Yamanote-Linie verlaufen. Aufgrund fehlender Bahnsteige werden wiederum mehrere Bahnhöfe ohne Halt durchfahren (Mejiro, Takadanobaba, Shin-Ōkubo, Yoyogi, Harajuku, Meguro, Gotanda).
Südlich des Bahnhofs Ōsaki folgt die Shōnan-Shinjuku-Linie zunächst der Rinkai-Linie und geht dann in eine Verbindungsstrecke über; diese kreuzt eine Zweigstrecke der Tōkaidō-Hauptlinie und trifft nach einer engen Kurve bei der ehemaligen Signalstation Hebikubo (kurz vor Nishi-Ōi) auf die Hinkaku-Linie. Diese wird bis Tsurumi befahren, anschließend verkehren die Züge bis Totsuka auf einem nicht mehr für den Güterverkehr genutzten Abschnitt der Tōkaidō-Güterlinie. Sämtliche Bahnhöfe zwischen Kawasaki und Yokohama werden nicht bedient.

## Zugangebot
Die Shōnan-Shinjuku-Linie ermöglicht direkte Verbindungen von Shinjuku nach Yokohama, Kamakura und der Shōnan-Region der Präfektur Kanagawa südlich von Tokio sowie den Präfekturen Saitama, Gunma und Tochigi nördlich von Tokio. Zwischen Ikebukuro und Ōsaki verläuft sie parallel zur Yamanote-Linie, hält aber nur an den Bahnhöfen Shinjuku, Shibuya und Ebisu. Ungefähr jeder zweite Zug verkehrt als Schnellzug (Kaisoku). Zwischen Ōsaki und Totsuka halten die Schnellzüge nur in Musashi-Kosugi und Yokohama. Besondere Schnellzüge (Tokubetsu-kaisoku; etwa jeder vierte Zug) lassen zusätzlich den Bahnhof Ebisu aus.

## Geschichte
Seit 1959 bot die Japanische Staatsbahn durchgehende Verbindungen auf den damaligen Gütergleisen der Yamanote-Linie an, Dabei handelte es sich um unregelmäßig verkehrende Sonderzüge und touristische Ausflugszüge. Ab 1986 verkehrte während der Hauptverkehrszeit der Eilzug Shōnan Liner und 1987 führte die JR East die bestehenden Angebote fort. 1991 kam der Narita Express hinzu, Nahverkehr gab es hingegen weiterhin nicht. Am 21. September 2001 kündigte JR East die neue Shōnan-Shinjuku-Linie an, worauf die ersten Nahverkehrszüge am 1. Dezember desselben Jahres verkehrten. Im Prinzip handelte es sich dabei um eine Verlängerung der bisher im Bahnhof Ikebukuro endenden Nahverkehrsverbindungen der Takasaki-Linie und der Utsunomiya-Linie nach Yokohama und darüber hinaus. Beim Fahrplanwechsel vom 16. Oktober 2004 erhöhte JR East die Zahl der angebotenen Verbindungen um mehr als das Doppelte auf 64 Zugpaare täglich.
Die Einführung der Shōnan-Shinjuku-Linie wirkte sich auch auf die Konkurrenz aus. Insbesondere die Tōkyū Dentetsu, welche die Bahnhöfe Shibuya und Yokohama miteinander verbindet, sowie die Odakyū Dentetsu, deren Züge von Shinjuku in Richtung Fujisawa und Odawara verkehren, reagierten mit neuen Angeboten. Tōkyū nahm am 28. März 2001, also noch vor Inbetriebnahme der Shōnan-Shinjuku-Linie, einen begrenzten Expressverkehr auf der Tōyoko-Linie auf, um das Angebot zwischen Shibuya, Yokohama und Sakuragichō (bzw. Motomachi-Chūkagai auf der Minatomirai-Linie ab 1. Februar 2004) zu verbessern. Seit dem 16. März 2013 ist die Fukutoshin-Linie (Wakōshi–Shibuya) direkt mit der Tōyoko-Linie verbunden, wodurch von Yokohama aus unter anderem Ikebukuro umsteigefrei erreicht werden kann. Odakyū wiederum führte am 23. März 2002 den Shōnan-Express zwischen den Bahnhöfen Shinjuku und Fujisawa ein. Dieser wich am 11. Dezember 2004 den Rapid-Express-Zügen auf der Enoshima-Linie und der Odawara-Linie.

## Liste der Bahnhöfe
Fu = Futsū (Nahverkehrszug); Ka = Kaisoku (Rapid); FK = Futsū/Kaisoku; Tk = Tokubetsu-kaisoku (Special Rapid)
↑Ut = weiter auf der Utsunomiya-Linie nach Utsunomiya 

↑Ta = weiter auf der Takasaki-Linie nach Takasaki und Maebashi 

↓To = weiter auf der Tōkaidō-Hauptlinie nach Odawara
| Strecke            | Name | Name                      | km   | Fu  | Ka  | FK  | Tk  | Anschlusslinien | Lage   | Ort                   | Präfektur |
| ------------------ | ---- | ------------------------- | ---- | --- | --- | --- | --- | --- | ------ | --------------------- | --------- |
|                    |      |                           |      | ↑Ut | ↑Ut | ↑Ta | ↑Ta | |        |                       |           |
| Tōhoku-Hauptlinie  | JS24 | Ōmiya (大宮)              | 00,0 | ●   | ●   | ●   | ●   | Tōhoku-Shinkansen Jōetsu-Shinkansen Hokuriku-Shinkansen Tōhoku-Hauptlinie (Utsunomiya-Linie) Kawagoe-Linie Keihin-Tōhoku-Linie Saikyō-Linie Takasaki-Linie Tōbu Noda-Linie New Shuttle                                                                                          | Koord. | Ōmiya-ku, Saitama     | Saitama   |
| Tōhoku-Hauptlinie  | JS23 | Urawa (浦和)              | 06,1 | ●   | ●   | ●   | ●   | Keihin-Tōhoku-Linie Utsunomiya-Linie Takasaki-Linie | Koord. | Urawa-ku, Saitama     | Saitama   |
| Tōhoku-Hauptlinie  | JS22 | Akabane (赤羽)            | 17,1 | ●   | ●   | ●   | ●   | Keihin-Tōhoku-Linie Saikyō-Linie Utsunomiya-Linie Takasaki-Linie | Koord. | Kita, Tokio           | Tokio     |
| Yamanote-Linie     | JS21 | Ikebukuro (池袋)          | 28,4 | ●   | ●   | ●   | ●   | Saikyō-Linie Yamanote-Linie Seibu Ikebukuro-Linie Tōbu Tōjō-Hauptlinie U-Bahn Tokio: Fukutoshin-Linie Marunouchi-Linie Yūrakuchō-Linie | Koord. | Kita, Tokio           | Tokio     |
| Yamanote-Linie     | JS20 | Shinjuku (新宿)           | 33,2 | ●   | ●   | ●   | ●   | Chūō-Hauptlinie (Chūō-Schnellbahnlinie) (Chūō-Sōbu-Linie) Saikyō-Linie Yamanote-Linie Keiō-Linie Neue Keiō-Linie Odakyū Odawara-Linie U-Bahn Tokio: Marunouchi-Linie Toei Shinjuku-Linie im U-Bhf. Shinjuku-Nishiguchi: Ōedo-Linie im Bhf. Seibu-Shinjuku: Seibu Shinjuku-Linie | Koord. | Shinjuku, Tokio       | Tokio     |
| Yamanote-Linie     | JS19 | Shibuya (渋谷)            | 36,6 | ●   | ●   | ●   | ●   | Saikyō-Linie Yamanote-Linie Keiō Inokashira-Linie Tōkyū Den’entoshi-Linie Tōkyū Tōyoko-Linie U-Bahn Tokio: Fukutoshin-Linie Ginza-Linie Hanzōmon-Linie | Koord. | Shibuya, Tokio        | Tokio     |
| Yamanote-Linie     | JS18 | Ebisu (恵比寿)            | 38,2 | ●   | ●   | ●   | ǀ   | Saikyō-Linie Yamanote-Linie U-Bahn Tokio: Hibiya-Linie | Koord. | Shibuya, Tokio        | Tokio     |
| Yamanote-Linie     | JS17 | Ōsaki (大崎)              | 41,8 | ●   | ●   | ●   | ●   | Saikyō-Linie Yamanote-Linie Rinkai-Linie | Koord. | Shinagawa, Tokio      | Tokio     |
| Hinkaku-Linie      | JS16 | Nishi-Ōi (西大井)         | 47,4 | ●   | ●   | ǀ   | ǀ   | Yokosuka-Linie | Koord. | Shinagawa, Tokio      | Tokio     |
| Hinkaku-Linie      | JS15 | Musashi-Kosugi (武蔵小杉) | 53,8 | ●   | ●   | ●   | ●   | Nambu-Linie Yokosuka-Linie Tōkyū Tōyoko-Linie Tōkyū Meguro-Linie | Koord. | Nakahara-ku, Kawasaki | Kanagawa  |
| Hinkaku-Linie      | JS14 | Shin-Kawasaki (新川崎)    | 56,5 | ●   | ●   | ǀ   | ǀ   | Yokosuka-Linie | Koord. | Saiwai-ku, Kawasaki   | Kanagawa  |
| Tōkaidō-Hauptlinie | JS13 | Yokohama (横浜)           | 68,7 | ●   | ●   | ●   | ●   | Keihin-Tōhoku-Linie Negishi-Linie Tōkaidō-Hauptlinie Yokohama-Linie Yokosuka-Linie Sōtetsu-Hauptlinie Tōkyū Tōyoko-Linie U-Bahn Yokohama: Blaue Linie Minatomirai-Linie | Koord. | Nishi-ku-ku, Yokohama | Kanagawa  |
| Tōkaidō-Hauptlinie | JS12 | Hodogaya (保土ヶ谷)       | 71,7 | ●   | ●   | ǀ   | ǀ   | Yokosuka-Linie | Koord. | Hodogaya-ku, Yokohama | Kanagawa  |
| Tōkaidō-Hauptlinie | JS11 | Higashi-Totsuka (東戸塚)  | 76,6 | ●   | ●   | ǀ   | ǀ   | Yokosuka-Linie | Koord. | Totsuka-ku, Yokohama  | Kanagawa  |
| Tōkaidō-Hauptlinie | JS10 | Totsuka (戸塚)            | 80,8 | ●   | ●   | ●   | ●   | Tōkaidō-Hauptlinie Yokosuka-Linie | Koord. | Totsuka-ku, Yokohama  | Kanagawa  |
| Tōkaidō-Hauptlinie | JS09 | Ōfuna (大船)              | 86,4 | ●   | ●   | ●   | ●   | Tōkaidō-Hauptlinie Yokosuka-Linie Negishi-Linie Shōnan Monorail | Koord. | Kamakura              | Kanagawa  |
| Yokosuka-Linie     | JS08 | Kita-Kamakura (北鎌倉)    | 88,7 | ●   | ●   | ↓To | ↓To | Yokosuka-Linie | Koord. | Kamakura              | Kanagawa  |
| Yokosuka-Linie     | JS07 | Kamakura (鎌倉)           | 90,9 | ●   | ●   |     |     | Enoshima-Dentetsu-Linie Yokosuka-Linie | Koord. | Kamakura              | Kanagawa  |
| Yokosuka-Linie     | JS06 | Zushi (逗子)              | 94,8 | ●   | ●   |     |     | Yokosuka-Linie | Koord. | Zushi                 | Kanagawa  |